# Софроний (Стойчев)
Митрополит Софроний (в миру Стойчо Коев Стойчев; 2 ноября 1897, село Орешак — 7 июня 1995, Русе) — епископ Болгарской православной церкви, митрополит Доростольский и Червенский.

## Биография
В раннем возрасте осиротел. Основное образование начал в родном селе, а завершил за монастырский счёт в Трояне. В 1910 году принят послушником в Троянскую обитель.
Осенью 1914 года поступил в Софийскую духовную семинарию. Учась в семинарии, 30 июня 1918 года в Троянском монастыре тогдашним игуменом обители архимандритом Климентом (Коевским) пострижен в монашество с именам Софроний. 25 января 1919 года в пловдивском митрополичьем храме святой Марины митрополитом Пловдивским Максимом (Пеловым) рукоположён в сан иеродиакона. В 1920 году окончил духовную семинарию.
С осени 1920 года до конца июля 1923 года иеродиакон Софроний был учителем-воспитателем в монашеском училище при Троянском монастыре. Вызван на служение в Видинскую епархию, 1 августа 1923 года назначен игуменом Лопушанского монастыря святого Иоанна Предтечи, а 12 августа того же года в храме пресвятой Богородицы в Берковице был рукоположен в сан иеромонаха митрополитом Видинским Неофитом (Караабовым). 22 августа 1923 года иеромонах Софроний назначен игуменом Клисурского монастыря Святого Кирилла и Мефодия, на этой должности оставался до 30 апреля 1933 года. Вместе с этим с сентября 1929 года — студент Богословского факультета при Софийском университете Святого Климента Охридского, который окончил в 1933 году.
На 23 апреля 1933 года по решению на Священного Синод БПЦ е возведён в достоинство архимандрита митрополитом Видинским Неофитом (Караабовым), а 1 мая того же года был назначен за архиерейским наместник во городе Берковица.
30 июня 1940 года в кафедральном храме-памятнике Святого Александра Невского в Софии хиротонисан в епископский сан с титулом «Проватский». С 1 июля 1940 года до 11 марта 1962 года — епископ Софроний являлся викарием митрополита Видинского Неофита.
4 марта 1962 года избран, а 11 марта того же года и канонически утверждён митрополитом Доростольским и Червенским.
18 мая 1992 года примкнул к раскольничьему «Альтернативному Синоду». 22 июля 1992 года, когда инициаторы раскола были лишены сана, то митрополита Софрония уже не было в их числе.
Из-за преклонного возраста 19 января 1994 года митрополит Софроний подал в отставку, оставлен жить на покое.
Скончался 7 июня 1995 года в Русе. Погребён в притворе кафедрального храма Святой Троицы в Русе.